# Colla PUR
La colla PUR è una colla a base poliuretanica reattiva. 

## Classificazione
Esistono moltissimi tipi di collanti poliuretanici Le colle PUR o poliuretaniche formano incollature robuste e resistenti agli sforzi trasversali. Esistono due tipi principali di collanti poliuretanici: la prima è l’urea formaldeide e la seconda è la resorcinol formaldeide. Entrambe difettano per la bassa prestazione meccanica quando vengono applicate in strati spessi. È proprio questo il motivo per cui le facce da incollare dovrebbero essere perfettamente piane e mantenute sotto una morsa per non meno di 24 ore per ottenere un’incollatura strutturale. Le colle poliuretaniche devono essere pulite con acqua quando sono ancora liquide.
A causa dei gas di formaldeide rilasciati durante il processo di incollatura, si ritiene assolutamente necessario che gli ambienti in cui si opera siano ben ventilati; al contempo l’impiego di guanti di gomma, occhiali paraocchi e mascherina sono precauzioni ritenute assai ragionevoli. In ogni caso è importante sottolineare che le colle poliuretaniche soddisfano le norme europee EN204 D4.

### Composizione
Questa colla può essere composta in diversi modi:
- monocomponente, colla che catalizza con l'acqua presente sotto forma di umidità atmosferica;
- bicomponente, colla che deve essere mescolata a un reagente per essere solidificata.

### Tipo d'applicazione
Questa colla può essere applicata in diversi modi:
- a freddo: si possono trovare sia in sospensione acquosa che (più comunemente) diluite in solventi e sono sia monocomponente che bicomponente. Nel mobile sono di solito usate al posto della colla vinilica in quanto hanno caratteristiche di tenuta migliore anche ad alte temperature o in presenza di umidità oltre che quando si vuole che l'incollaggio vada a riempire delle cavità (sfruttando la produzione di anidride carbonica di queste colle). Sono molto usate nell'incollaggio di pavimenti con parquet o linoleum.
- termofusibili (hotmelt): Sono solitamente delle miscele non ancora attivate di poliuretano. Vengono usate nell'avvolgimento e nella placcatura di profili e pannelli di MDF e truciolare e nella bordatura dei pannelli. Non schiumano e sono applicate a caldo con temperature variabili attorno ai 100-140 gradi. Hanno l'aspetto di una normale Colla EVA ma fondono di solito a temperature inferiori. Dopo poco tempo, per la presenza di umidità nell'aria e nel pannello, la colla reticola creando la molecola poliuretanica che non fonde più, resiste benissimo sia all'acqua che ai solventi ed ha una superficie particolarmente liscia e scarsamente porosa. Queste caratteristiche rendono la colla PUR usatissima e preferibile alla EVA nell'ambito della produzione di mobili per esterni, per cucina e bagno in quanto anche nelle vicinanze di fonti di calore dà incollaggi resistentissimi: di contro, per evitare che la colla reticoli prima dell'applicazione, questa colla richiede impianti a tenuta stagna o deumidificati, viene consegnata in sacchi sotto vuoto e deve essere usata entro breve tempo dall'esposizione all'aria. Lo stesso tipo di collante viene usato nell'ambito dell'imballaggio, nella rilegatura di libri, nell'imballaggio di medicinali, nel tessile e nella produzione di scarpe.

## Caratteristiche
Sono usatissimi in una moltitudine di settori per le loro caratteristiche di tenacia e di resistenza. Solitamente le colle PUR si attivano in presenza di umidità o di appositi catalizzatori dando luogo ad una catena polimerica di legami uretanici.
Una volta attivata tale reticolazione la colla indurisce in maniera definitiva acquisendo una resistenza molto forte sia all'acqua che ai solventi. La reazione tra l'isocianato e l'acqua solitamente porta ad una produzione di anidride carbonica che fa schiumare il prodotto. Questa caratteristica viene usata in particolare nella produzione degli espansi (poliuretano espanso) ma non sempre rappresenta una caratteristica positiva in quanto le bolle di anidride potrebbero indebolire l'incollaggio: per questa ragione l'emissione di anidride carbonica viene a volte limitata con l'aggiunta di additivi assorbenti.

## Confronto con altre colle
Al contrario della colla ureica usata soprattutto nell'impiallacciatura del legno che diventa solitamente vetrosa la colla poliuretanica si presenta una volta asciugata con un aspetto più elastico e flessibile.

## Precauzioni
Per la presenza di isocianati le colle PUR come tutti i prodotti poliuretanici possono risultare irritanti per occhi e vie respiratorie. Il prodotto asciutto o reticolato in ogni caso non dovrebbe emanare isocianati.